# Solothurn S-18/1000
El Solothurn S-18/1000 fue un fusil antitanque suizo de 20 mm empleado durante la Segunda Guerra Mundial. Era una variante del anterior S-18/100, con modificaciones para una mayor velocidad de boca, así como un cartucho de mayor tamaño. A causa de su gran y potente munición, el fusil tenía un notable retroceso y su tamaño lo hacía difícil de transportar. 

## Historia
La empresa armera Solothurn fue comprada por la empresa alemana Rheinmetall, que utilizó a la empresa suiza para fabricar armas cuya fabricación estaba prohibida a cualquier empresa alemana bajo las limitaciones del Tratado de Versalles.
Entre 1939-1941, el Ejército de los Estados Unidos consideró adoptar el Solothurn S-18/1000. El arma fue estandarizada para compra limitada como cañón automático T3 de 20 mm. En la primavera de 1941, el Solothurn fue probado contra el cañón automático T4 de 23 mm. Aunque menos potente, el Solothurn además era menos voluminoso y complejo, siendo más apto para su empleo con el Ejército. Se planeó comprar un lote de 50 unidades y más tarde producir el arma en los Estados Unidos. Sin embargo, las largas negociaciones sobre el contrato produjeron el abandono de la compra planificada.
Fue adoptado por el Regio Esercito en 1940, cuando se compró un primer lote a Suiza; inicialmente designado como Carabina "S", desde 1942 fue designado como Fucile anticarro "S" (Fusil antitanque "S") y empleado principalmente a bordo de vehículos debido a su tamaño y peso. Fue ampliamente utilizado en el norte de África; después del 8 de septiembre de 1943, también fue utilizado por el Esercito Nazionale Repubblicano de la República Social Italiana.

## Especificaciones
- Longitud: 2.159 mm. Puede variar debido al empleo de diversos frenos de boca para diferentes tipos de balas.
- Longitud del cañón: 1.295 mm. El freno de boca aumenta la longitud del cañón al ser instalado. Freno con un agujero, 25 mm; con 4 agujeros, 101,6 mm; con cinco agujeros, 127 mm.

Los frenos de boca se cambian según el retroceso de los cartuchos disparados. Los proyectiles ligeros necesitan menos reducción del retroceso por el freno para que el mecanismo funcione. Por lo que el freno con un agujero es empleado para disparar balas de alto poder explosivo, que son mucho más ligeras que las antiblindaje. Las balas antiblindaje necesitan el freno de boca de 5 agujeros.
- Peso: 53,5 kg (descargado)
- Munición: 20 x 138 B. La "B" indica que es un cartucho con "cinturón" (Belted, en inglés), mediante el cual se encaja en la recámara.
- Calibre: 20 mm
- Sistema: Recarga accionada por retroceso.
- Cargador: Extraíble recto, de 10 balas. Pero también puede usar el cargador de 20 balas del Flak 30.

## Usuarios
- Alemania nazi: Lo empleó con la designación 2cm Panzerabwehrbüchse 785 (i), (h) o (s) (según si eran ejemplares capturados a los italianos y a los húngaros, o comprados en Suiza)
- Estados Unidos: Fue probado por el Ejército estadounidense.
- Finlandia: Compró un Solothurn S-18/1000 para pruebas en 1942.[3]
- Italia: Lo empleó con la designación Fucile anticarro tipo S.
- Países Bajos: El Real Ejército de los Países Bajos tenía 125 S-18/1000 en servicio[4] y el Real Ejército de las Indias Orientales Neerlandesas tenía 72 S-18/1000 en servicio.[5]
- Suiza: Compró 93 en 1939, que fueron designados Tankbüchse Solo 40.[6]